# 晓河
晓河（1918年2月17日—2010年9月8日），本名何同鉴，江西上饶人，中国作曲家，首届中国音乐金钟奖首批终身荣誉勋章获得者。几内亚比绍国歌作曲。

## 生平
幼年在小学和私立虞征学校读书，14岁到南昌天河油行当学徒，干了不到一年油行倒闭，家里托人到上饶恒丰钱庄当学徒。三年学徒期满，钱庄倒闭，失业在家。1938年2月和2个朋友抱着找出路的愿望到长沙想报考军校或救亡团体，听了中共驻湖南代表徐特立的演讲《中国抗战与青年出路问题》，投奔新四军黄安青年训练班、武昌战时讲习会学习，并在中国青年救亡协会、上海救亡界演剧第四队从事抗日救亡歌咏运动。1939年参加3月在桂系军队参加中共领导的中华民族解放先锋队，1939年10月加入中国共产党在大别山新桂系国统区从事地下工作。抗日战争第一次反共高潮后，奉命撤离桂系军队，1940年2月参加新四军江北指挥部。中国人民抗日军政大学淮南第八分校结业。历任新四军第二师抗敌剧团政治指导员，抗大八分校文化大队大队长。在敌后抗日根据地极其艰苦的条件下，阅读过冼星海在鲁艺编写的《作曲法》，手抄过贺绿汀的《实用和声学》，并在新四军军部聆听过贺绿汀的音乐课。
解放战争时，任华东野战军第四师文工队长、第二纵队文工团音乐指导员、副团长，第三野战军政治部文化部编辑科、文艺科副科长，干部进修班主任。荣立一等功、二等功各一次。
中华人民共和国成立后，任总政治部文化部文艺处干事，解放军艺术学院筹备办公室的主要成员之一，解放军艺术学院文化工作系主任，政治部战友文工团创作员，解放军艺术学院教务处处长、干部进修班主任。1958年参加中国音乐家代表团访问苏联。1965年参加文艺界代表团访问越南。全国文代会第1至4届代表，中国音乐家协会第3至4届理事。
建国后荣立三等功两次。被授予三级自由独立勋章、解放功勋章、全国人民抗战胜利60周年纪念章。2001年5月23日在河北廊坊举办的首届“金钟奖”颁奖晚会为首批中国音乐金钟奖终身荣誉勋章首批27名（其中军队5人）获得者之一。

## 作品
晓河在70多年的音乐生活中创作了500多首歌曲，有些歌曲广为流传，有些歌曲多次受奖，有些歌曲已经成为传世之作，如《三杯美酒敬亲人》《勘探队之歌》。还有一些歌曲在一个较长的时间里产生过广泛的重要影响，如《一定要把胜利的旗帜插到台湾》（1954年亲身参加第一次炮击金门战斗后创作）《刺刀歌》《把青春献给新的长征》《军民团结向前进》《老战士之歌》《伟大的国家，伟大的党》等。
军事类歌曲还有：《军民团结向前进》《刺刀歌》《我们战斗在戈壁滩上》《进击歌》《四旅进行曲》《保卫新路东》《进军曲》《山是我们开》《唱功劳》《生产抗战》《靠我们打胜仗》《山是我们开》《时刻准备打》《罗炳辉射击手》等。
创作支援亚非拉人民民族解放斗争的歌曲，如《黎明就在风雨后》《决战决胜之歌》《战斗吧安哥拉》（1964年在北京的非洲友人联欢会上专场演出），还有流传最广的《风雷之歌》。1962年11月，葡属几内亚全国工人联合会代表团访华，代表团长、葡属几内亚和佛得角非洲独立党政治局委员路易斯·卡布拉尔在文艺晚会上听了晓河的一首歌曲后，认为雄壮有力，请作者谱写几首类似的进行曲，以鼓舞民族独立解放斗争。全国总工会国际部把这项请求转给中国音乐家协会。晓河根据非洲音乐特点，构思了由非洲音调组成，基调坚定豪迈的《独立之歌》等几首作品。1973年9月24日几内亚比绍独立、1975年7月5日佛得角独立，作品《独立之歌》的旋律被几内亚和佛得角非洲独立党执政的佛得角和几内亚比绍共同采用为国歌《这是我们最爱的国家》。后来由于该党分裂，前者改用《自由之歌》，后者仍然保持原国歌至今。
作有《瞎老妈》《白河浪》《活捉王耀武》《牛大巴》等大、小歌剧音乐4部。
1953年在舟山群岛体验生活，作曲的《勘探队之歌》成为传世之作，影响了几代人。“是那山谷的风，吹动了我们的红旗，是那狂暴的雨，洗刷了我们的帐篷，我们用火焰般的热情，战胜了一切疲倦和寒冷。背起了我们的行装，攀上了层层的山峰，我们满怀无限的希望，为祖国寻找出丰富的矿藏……”被地质学院选定为院歌。并为石油工作者所传唱。被电影《年輕一代》选为插曲。入选中学音乐教材。1991年6月29日，词、曲作者分别被中华人民共和国地质矿产部授予“荣誉地质勘探队员”称号，授奖证书写：“《勘探队之歌》在我国地质工作者和社会各界产生了广泛的影响，极大地鼓舞了广大地质工作者，也不断引导有志青年投身地质事业。”该歌曲还获得“首届地质文学宝石奖”。温家宝在给晓河的信中评价：“您作曲的《勘探队之歌》从大学到野外伴我二十多年，至今还常歌唱。您谱写的许多脍炙人口的歌曲响遍祖国大地。”1999年纪念“五四”运动八十周年，2001年纪念中国共产党成立八十周年和2002年庆祝中国共产主义青年团成立八十周年等大型文艺晚会上都演唱了这首歌。
为残疾人创作、历时两年于2003年1月完成的《你知道保尔吗》，描绘了保尔和张海迪两代残疾人不屈不挠的典型形象，是晓河创作生涯的收山之作。
著有《希望之歌：晓河歌曲选》。论文集《在我的大学里》《晓河论文集》。发表在《解放军报》的评论文章《连队的生活连队的歌》。发表有《音乐创作的群众化问题》等音乐评论50余篇。出版有《唱功劳》组歌、《晓河歌曲选》、《三杯美酒敬亲人》歌曲选、《希望之歌》歌集及《在我的大学里》音乐论文集。